# Modou Jobe
Alagie Modou Jobe (Sanyang, 27 ottobre 1988) è un calciatore gambiano, portiere del Musanze.

## Carriera

### Nazionale
Ha esordito in nazionale nel 2007; è stato convocato per la Coppa delle nazioni africane 2021.

## Palmarès

### Club

#### Competizioni nazionali
- Coupe du Sénégal: 1

Niarry Tally: 2016